# Sten Carlsson
Sten Carl Oscar Carlsson, född 14 december 1917 i Uppsala, död 5 augusti 1989, var professor i historia vid Uppsala universitet 1956–1983. 
Han var son till historikern Gottfrid Carlsson och Lizzie Steffenburg och bror till nobelpristagaren  Arvid Carlsson, samt 1945 gift med konstnären Kerstin Wallstén. Han var far till historikern Carl Henrik Carlsson.
Sten Carlsson ligger begravd på Uppsala gamla kyrkogård.